# Saint-Vaast-du-Val
Saint-Vaast-du-Val ist eine französische Gemeinde mit 463 Einwohnern (Stand: 1. Januar 2022) im Département Seine-Maritime in der Region Normandie (vor 2016 Haute-Normandie). Sie gehört zum Arrondissement Dieppe und zum Kanton Luneray (bis 2015 Kanton Tôtes). Die Einwohner werden Saint-Valais genannt.

## Geographie
Saint-Vaast-du-Val liegt etwa 40 Kilometer südsüdwestlich von Dieppe. Umgeben wird Saint-Vaast-du-Val von den Nachbargemeinden Calleville-les-Deux-Églises im Norden und Nordosten, Tôtes im Osten und Südosten, Varneville-Bretteville im Süden und Südosten, Bertrimont im Süden und Südwesten, Val-de-Saâne im Westen und Nordwesten sowie Belleville-en-Caux im Nordwesten.

## Bevölkerungsentwicklung
| Jahr                      | 1962 | 1968 | 1975 | 1982 | 1990 | 1999 | 2006 | 2013 |
| Einwohner                 | 274  | 274  | 252  | 309  | 285  | 300  | 369  | 474  |
| Quelle: Cassini und INSEE |      |      |      |      |      |      |      |      |

## Sehenswürdigkeiten
- Kirche Saint-Vaast aus dem 12. Jahrhundert, Umbauten aus dem 16. Jahrhundert